# Comuna Levkivka, Pohrebîșce
Levkivka (în ucraineană Левківка) este o comună în raionul Pohrebîșce, regiunea Vinnița, Ucraina, formată din satele Levkivka (reședința) și Ordînți.

## Demografie
Componența lingvistică a satului Levkivka
     Ucraineană (99,18%)
     Alte limbi (0,71%)
Conform recensământului din 2001, majoritatea populației satului Levkivka era vorbitoare de ucraineană (99,18%), existând în minoritate și vorbitori de alte limbi.